# Burg Schussenried (Neue Apotheke)
Die  Burg Schussenried ist eine abgegangene Burg bei rund 570 Meter über Normalnull bei der Neuen Apotheke in der Kurstadt Bad Schussenried im Landkreis Biberach in Baden-Württemberg. Von der ehemaligen Burganlage der von den Rittern von Schussenried erbauten Burg ist nichts erhalten.
Bei der Alten Apotheke befand sich die Burg Schussenried (Alte Apotheke)